# Milhaud
Milhaud település Franciaországban, Gard megyében. Lakosainak száma 6142 fő (2022. január 1.). Milhaud Générac, Aubord, Bernis, Caveirac, Langlade és Nîmes községekkel határos.

## Népesség
A település népességének változása:
| Lakosok száma | 1562 | 3564 | 4855 | 5485 | 5755 | 5697 | 5636 | 5721 | 5821 | 6142 |
|               | 1968 | 1982 | 1990 | 2006 | 2013 | 2015 | 2017 | 2019 | 2020 | 2022 |